# Hermanos Mayo
Los hermanos Mayo fueron un conjunto de fotógrafos gallegos formado por los hermanos Paco (1911-1949), Cándido (1922-1984) y Julio Souza Fernández (18 de octubre de 1917-Atlixco, México; 27 de junio de 2018), que junto a los también hermanos Faustino (1913-1996) y Pablo del Castillo Cubillo (6 de junio de 1922-2019) fundaron una agencia fotográfica en España al comienzo de la guerra civil española y después continuaron su actividad fotográfica en México.
El padre de los hermanos Souza Fernández era escultor y estuquista y falleció en 1926, por lo que debieron comenzar muy jóvenes a trabajar. Paco, el hermano mayor, encontró trabajo en Madrid realizando fotografías aéreas para la aviación militar pero tras su estancia en el Sáhara decidió dedicarse al fotoperiodismo. Sus primeros trabajos fueron sobre todo para revistas como Mundo Obrero y Renovación; en algunos de sus reportajes estuvo encargado del seguimiento de la actividad de Dolores Ibarruri, por lo que tuvo ocasión de fotografiar la Revolución de Asturias de 1934. La primera empresa fotográfica recibió el nombre de Fotos Souza, pero antes de la guerra civil cambiaron de nombre y domicilio llamándose Fotos Mayo a causa de los continuos registros policiales, dada la militancia anarquista de Paco. Desde 1933 con frecuencia Paco iba acompañado de sus hermanos Cándido y Julio y en 1934 utilizaron su primera cámara Leica; en ese año Paco fundó la agencia Foto-Mayo en Madrid para distribuir fotografías a la prensa española y extranjera. Esta agencia tuvo gran actividad durante la guerra civil, ofreciendo imágenes de la guerra y la vida en la zona republicana.
Al finalizar la contienda emigraron a México Francisco y Cándido junto a su amigo de la infancia Faustino, que también era fotógrafo. Al llegar, su primera actividad fotográfica fue hacer un retrato a todos los emigrantes que viajaron con ellos en el buque Sinaia. Posteriormente abrieron un estudio con el nombre de Fotos Mayo. En noviembre del 1947, a la llegada de Julio, cambiaron el nombre por Hermanos Mayo. Poco después también emigró Pablo, el hermano de Faustino, y se asoció con ellos en la agencia Hermanos Mayo. Los hermanos Mayo publicaron sus fotografías en gran cantidad de diarios y revistas, entre las que se encuentran El Popular, Hoy, Mañana, La Prensa, Time y Life.
Realizaban reportajes de viajes y sus trabajos documentales sobre la vida política del país los alternaban con otros sobre la vida de la calle, los mercados, la artesanía, la arqueología, etc. Trabajaron diversos temas fotográficos como corridas de toros, fútbol, otros deportes, espectáculos, casas de juego, ambiente nocturno e hicieron reportajes sobre los indígenas mexicanos.
Su trabajo, formado por cinco millones de negativos, tanto en color como en blanco y negro, lo  vendió Julio Mayo, por 11.300.000 pesos mexicanos, al Archivo General de la Nación (México), donde se encuentra desde 1994. Su obra sobre la guerra civil española obtuvo reconocimiento a finales del siglo XX y los homenajes han estado centrados en la persona de Julio Souza Fernández, conocido como Julio Mayo, que dispone de distinciones como el título de Fotógrafo Histórico de la Provincia de La Coruña y la Cámara de Plata de la revista mexicana Cuartoscuro. Los hermanos Mayo fueron declarados Premio Nacional de Periodismo 2007 de México, en la categoría de trayectoria periodística.